# Felipe Gedoz
Felipe Gedoz da Conceição, plus souvent appelé Felipe Gedoz, est un footballeur brésilien, né le 12 juillet 1993 à Muçum. Il évolue actuellement au Clube do Remo comme milieu de terrain.

## Biographie
Felipe Gedoz signe son premier contrat professionnel en 2012 en football avec le club uruguayen du Defensor Sporting Club, évoluant en première division uruguayenne. Il évolue deux saisons dans ce club, avec 44 matchs joués pour huit buts. 
Fin août 2014, il passe au Club Bruges KV qui qualifie le joueur brésilien de « polyvalent mais aussi explosif. », car il peut « évoluer à gauche, à droite ou au centre ».

## Palmarès
- Club Bruges KV
  - Coupe de Belgique
    - Vainqueur : 2015

  - Championnat de Belgique
    - Champion : 2016